# Cemitério de Perus
O Cemitério de Perus (oficialmente Cemitério Dom Bosco) é uma necrópole localizada na zona norte da cidade de São Paulo (Brasil), próxima ao limite da subprefeitura de Perus e o município de Caieiras.
Foi inaugurado em 02 de março de 1971 pelo então prefeito Paulo Maluf, para atender a uma reivindicação antiga dos moradores daquela parte do município de São Paulo por um cemitério não tão distante. O cemitério ocupa uma área de aproximadamente 254 mil metros quadrados.
O cemitério é conhecido por sepultar pessoas de origem humilde, pela sua localização e preço. Atualmente são sepultadas 12 pessoas por dia em média; possui quarenta e cinco mil sepulturas e conta com mais de cento e cinquenta mil sepultamentos por toda sua extensão. Possui também espaço para velórios com seis salas bem conservadas, amplo estacionamento e uma Capela Ecumênica.
Ficou conhecido por abrigar mais de 1 000 sepultamentos de desaparecidos políticos e vítimas desconhecidas de violência policial em valas clandestinas na década de 1970. Nesta época a ditadura militar comandava o país e oprimia adversários políticos e militantes contrários aos seus ideais.
No local em 1993, a então Prefeita Luiza Erundina inaugurou um memorial em homenagem a essas vítimas.
Atualmente, é administrado pela empresa Cortel São Paulo, que faz a manutenção de outros quatro cemitérios da cidade.

## História

### Fundação
O Cemitério Municipal Dom Bosco (ou de Perus), situado no Distrito de Perus, foi inaugurado em 1971 pela Prefeitura de São Paulo, sob a gestão de Paulo Maluf. Logo ao ser inaugurado, sofreu uma transformação que o tornou um cemitério exclusivo para corpos de indigentes.

### 1970–1980: Sepultamentos clandestinos pela ditadura militar
Durante a ditadura militar (1964–1985), o cemitério foi utilizado para o sepultamento clandestino dos integrantes de organizações armadas que lutavam contra a ditadura militar e eram mortas nas dependências dos órgãos repressivos, como o DOI-CODI. Muitas das pessoas mortas pelos esquadrões da morte da então recém-organizada Polícia Militar também foram sepultados clandestinamente no Cemitério de Perus.
Em 1969, o prefeito paulistano Paulo Maluf e o diretor do Instituto Médico Legal da Capital, Harry Shibata, chegaram a avaliar a possibilidade da construção de um forno crematório no cemitério. Funcionários do Serviço Funerário municipal viajaram para outros países para analisarem as propostas e chegou-se a contatar uma empresa especializada britânica para a construção de dois fornos crematórios para o cemitério. No entanto, a empresa não aceitou o negócio pois, consciente do momento de repressão violenta promovida pelo Estado, considerou suspeito o fato do projeto dos fornos não preverem capela ou qualquer lugar para velar publicamente os corpos a serem cremados.
O projeto do Crematório, que inicialmente era para ser realizado no Cemitério de Perus, foi transferido para o Cemitério de Vila Nova Cachoeirinha e, mais tarde, para Vila Alpina, onde foi construído em 1975.
Entre os anos de 1975 e 1976, diversas ossadas foram jogadas em vala comum e clandestina do cemitério.[carece de fontes?]

## Ossadas encontradas
Em 1990, após anos de rumores sobre a existência de uma vala clandestina, o local foi escavado por ordem da Prefeita Luiza Erundina. No local foram  localizadas 1049 ossadas sem identificação.
Essas ossadas são provas reais e atuais da violência que predominou no país nas três últimas décadas, além da violência policial contra as classes miseráveis de São Paulo. Pesquisas mais recentes com a utilização de radares mostram a possibilidade de haver uma segunda vala clandestina, onde mais corpos podem estar enterrados, ou pode ser uma parte não escavada da primeira vala.
A certeza da impunidade e o tratamento frequente de desrespeito com os corpos de pessoas pobres na cidade foram dois fatores que permitiram que militantes mortos desaparecessem nos próprios cemitérios da nação.

### Trabalhos de identificação
Em abril de 2022, os trabalhos de identificação de 1049 ossadas chegaram ao fim, para dar início à coleta de DNA. Alguns dos mortos foram executados pelo grupo conhecido como Esquadrão da Morte. Pelo menos 40 desaparecidos políticos teriam sido enterrados no local, sendo 5 das ossadas já identificadas como:
- Dênis Casemiro;
- Dimas Antonio Casemiro;
- Frederico Antonio Mayr;
- Flávio Carvalho Molina;
- Aluísio Palhano Pedreira Ferreira

Inicialmente as ossadas foram transferidas provisoriamente para a sede do Ministério Público Federal, no bairro paulistano da Bela Vista até serem levadas para análise na Unifesp. Se teve a estimativa de que dentre os corpos enterrados nesta vala, vinte eram de presos políticos e inimigos do regime militar brasileiro que ocorreu entre 1964 e 1985 e os demais eram de vítimas de violência da época. Todos foram enterrados como indigentes.
Para a análise, primeiro se identificaram a faixa etária, sexo e estatura. Das 435 caixas de ossos que foram para a Unifesp, 375 foram abertas em 2015. Deste total, 80% do conteúdo analisado correspondem a pessoas do sexo masculino, 15% do sexo feminino e o restante eram crianças e adolescentes. Foram, também, identificados sinais de traumas que podem ser interpretados como tortura ou violência. A maioria das ossadas encontradas estavam intactas, mas o fato de estarem na mesma caixa dificultou a identificação.
O ministro Pepe Vargas, da Secretaria de Direitos, afirmou que as ações de busca da verdade do que aconteceu na ditadura eram tarefas fundamentais de um estado democrático, sendo importante tanto para compreender a forma de repressão e prevenir que isso ocorra novamente, quanto para o significação da reparação simbólica das vítimas da ditadura. O secretário municipal de Serviços, Simão Pedro, disse que com esta busca eles estavam "virando uma nova página" e construiu dois monumentos no cemitério de Perus e da Vila Formosa para confortar as famílias dos falecidos e para que possam homenageá-los. Dentre esses monumentos, um deles é o grafite que foi feito com parceria do Perusferia de Graffitti.

### O Monumento aos Mortos e Desaparecidos Políticos e a Colina dos Mártires
Devido à dimensão tomada juntamente com as organizações dos direitos humanos e a ação promovida por familiares, no lugar onde antes era a Vala Clandestina, foi inaugurado um monumento em homenagem aos desaparecidos recém-encontrados, no dia 26 de agosto de 1993, durante o mandato da então Prefeita Luiza Erundina de Souza. Um muro com a seguinte frase "Aqui os ditadores tentaram esconder os desaparecidos políticos, as vítimas da fome, da violência do estado policial, dos esquadrões da morte e, sobretudo os direitos dos cidadãos pobres da cidade de São Paulo. Fica registrado que os crimes contra a liberdade serão sempre descobertos", de autoria de Ricardo Ohtake, foi construído. Passados alguns anos, o monumento (muitas vezes chamado de memorial) agora é tido como ponto de referência para atos públicos e ritos de memória, como por exemplo homenagem a indigentes.

A Lei n.16600 de 22 de dezembro de 2016 define que sejam afixadas em todas as entradas do cemitério uma placa com os dizeres: 
"Colina dos Mártires - neste cemitério o regime militar ocultou cadáveres de perseguidos políticos".

### Grafitagem no muro do cemitério
Nos dias 12 e 13 de dezembro de 2015, cerca de 100 grafiteiros e coletivos do bairro de Perus se encontraram para dar uma nova cara nos muros externos do cemitério, contando em forma de desenhos a história do regime militar e a história do bairro, ou seja, criaram um memorial. Organizaram esses grafites como uma linha do tempo, resgatando a memória de Perus, representando momentos históricos como as Queixadas, a Fábrica de Cimento, a Vala Clandestina e os movimentos contra o genocídio da juventude negra. Este monumento foi feito também para dignificar e homenagear as pessoas desaparecidas ou enterradas como indigentes – isso tudo, além de ser "sítio de memória" da luta da resistência na cidade de São Paulo e do contexto de agressão aos direitos civis durante o regime militar brasileiro.